# 2-メトキシプロペン
2-メトキシプロペン(2-Methoxypropene)は、C4H8Oの化学式を持つエーテルである。有機合成において、アルコールの保護基として、ジオールをアセトニド基に変換する試薬に用いられる。
2-メトキシプロペンは、2,2-ジメトキシプロパンからのメタノールの脱離反応や、プロピンまたはアレンへのメタノールの付加反応によって合成することができる。
消防法に定める第4類危険物 特殊引火物に該当する。